# Marktschorgast
Marktschorgast er en købstad (markt) i Landkreis Kulmbach, Regierungsbezirk Oberfranken i den tyske delstat Bayern.

## Geografi

### Schorgast
Marktschorgast har navn efter Schorgast der er en biflod til Weißer Main.
Schorgast, som også er navnet på dalen den løber i, har sit udspring i den østlige ende af kommunens område i et kildeområde, som tidligere har været drikkevandsforsyning for Marktschorgast. På dens 25 km lange løb løber Perlbach, Weißenbach, Koser og Untere Steinach ud i Schorgast.

### Inddeling
Ud over Marktschorgast, ligger i kommunen landsbyerne:
- Grundmühle
- Mittelpöllitz
- Oberpöllitz
- Pulst
- Rohrersreuth
- Thalmühle
- Unterpöllitz
- Ziegenburg